# Bloco Habitacional O Leão Que Ri

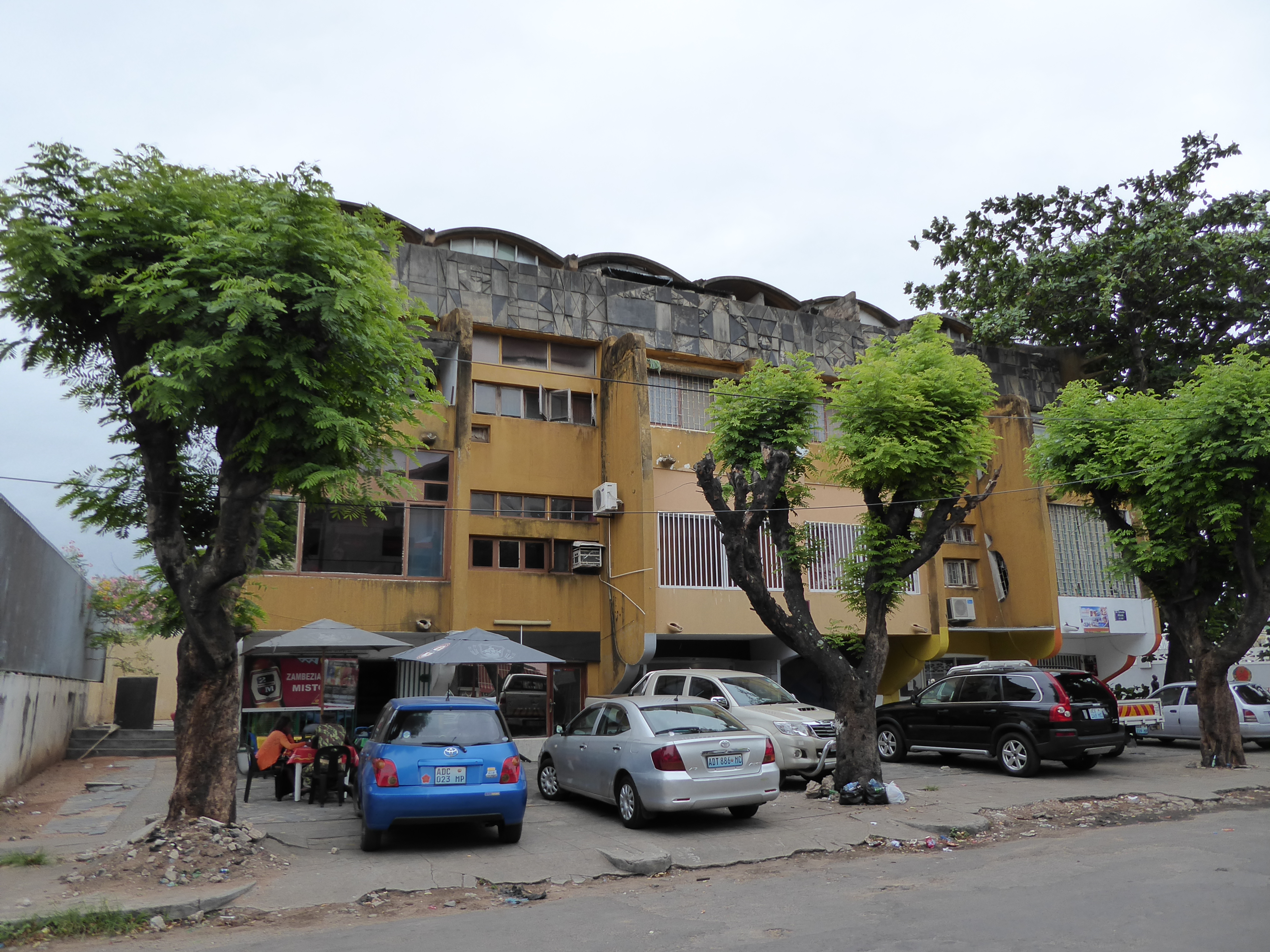
Bloco Habitacional O Leão Que Ri

Bloco Habitacional O Leão Que Ri, zu Deutsch „Wohnblock des lachenden Löwen“, ist ein Wohngebäude in der mosambikanischen Hauptstadt Maputo an der Straßenecke Rua Kwame Nkrumah/Avenida Salvador Allende. Das 1958 errichtete Gebäude gilt als beispielhaft für die expressive Architektur von Pancho Guedes.

## Geschichte
Pancho Guedes sah das Bedürfnis für weitere Wohnbauten im früheren Lourenço Marques und entwarf 1953 ein Gebäude für sein eigenes Grundstück an der Kreuzung der damaligen Straßen Rua Heróis de Naval und Rua Princesa Patrícia. Die Bauarbeiten begannen 1956, das Wohnhaus wurde 1958 eingeweiht. Zeitweilig betrieb Guedes sein Atelier in diesem Haus.

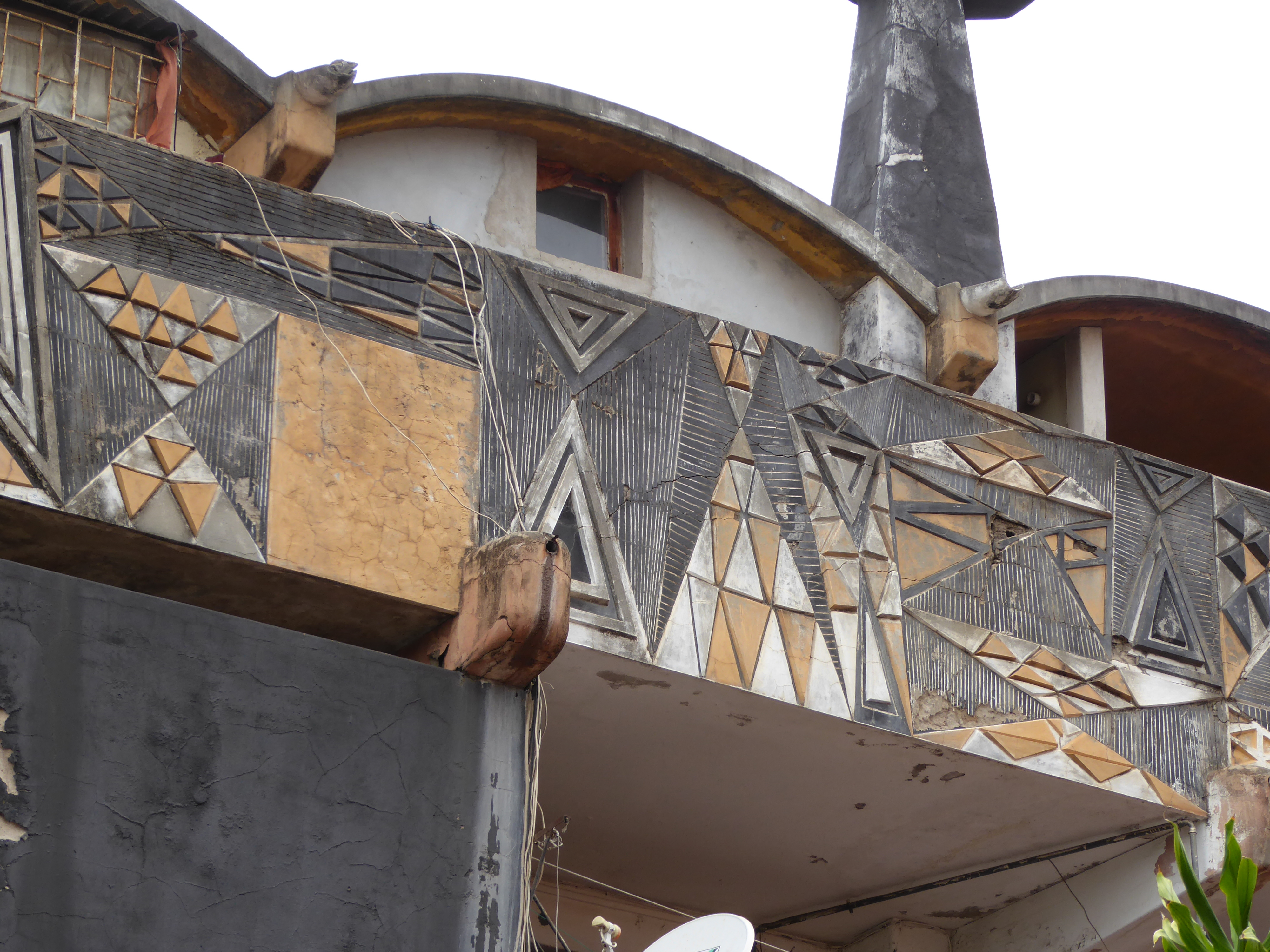
Fassendetail der Rückseite des Wohngebäudes

Guedes, der vor allem für den in seinem Mutterland Portugal nicht erwünschten modernen Architekturstil bekannt ist, entwarf ein vierstöckiges, dreiteiliges Gebäude mit zwei Aufgängen. Das Erdgeschoss bot zunächst Unterstellmöglichkeiten für Fahrzeuge. Während die ersten beiden Stockwerke mit sechs Wohnungen jeweils große Balkone zur Straßenseite hin aufweisen, ist das dritte Stockwerk durchlaufend und mit zahlreichen geometrischen Formen dekoriert. Die vierte Etage ist hinter einer Kranzleiste von der Straßenseite nicht einsehbar und diente ohne Überdachung als Erholungsort für die Bewohner. Die Abschlussseiten, welche die Form des gesamten Gebäudes prägen, besitzen neben zwei Lüftungsschachtausgängen auf Höhe des vierten Stocks jeweils fünf zur Straßenseite ausgerichtete Spitzen. Ein Eingang wird von einem kleinen lachenden Löwen bewacht (Statue). Guedes selbst sagte, er habe das Gebäude auf Grundlage einer Zeichnung seiner sechsjährigen Tochter entworfen. Die Baukritikerin Hoetzel beschreibt das Gebäude folgendermaßen: „Es spielt mit einer Ornamentik, die lokalen Motiven und Farben entlehnt ist, und einer klaren Struktur in skulpturalen, organischen Formen.“
Das Gebäude gehört zum Stiloguedes von Pancho Guedes, ein von Picasso und Miró beeinflusster, modernistischer Architekturstil mit afrikanischen Elementen. Das Wohngebäude ist zugleich eines der am besten erhaltenen und symbolträchtigsten Werke von Pancho Guedes.
Später wurde die Straßenebene des Gebäudes zu Garagen umgebaut, seit Ende des 20. Jahrhunderts befinden sich dort kleine Geschäfte. Im Jahr 2000 erhielt das Gebäude einen Anstrich, auch mussten kleine Ausbesserungsarbeiten ausgeführt werden. Wegen der Bäume vor dem Gebäude besitzt es jedoch nicht mehr die ursprüngliche Ausstrahlungskraft.

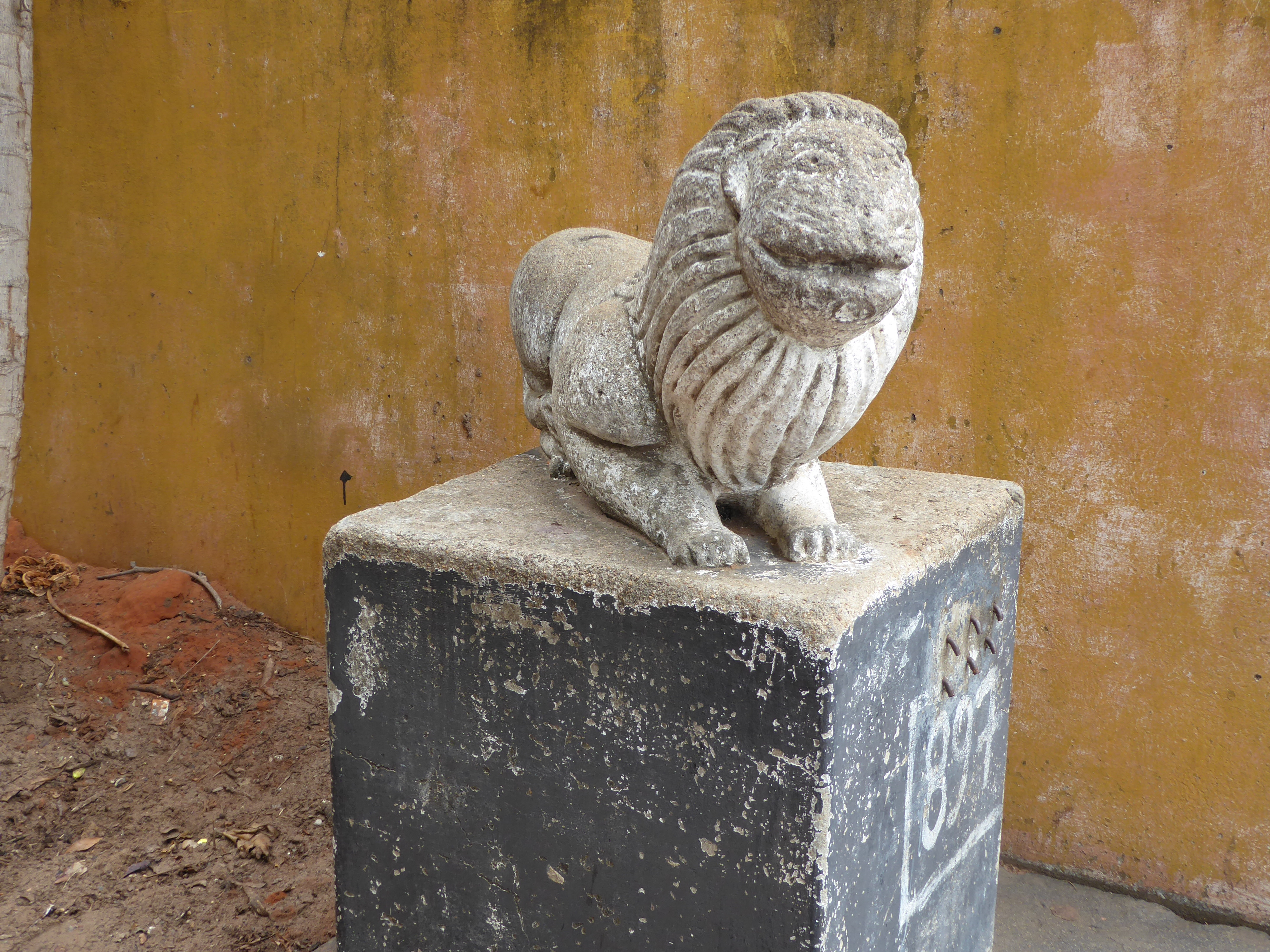
Statue des „lächelnden Löwen“, die sich vor dem Gebäude befindet.

Seit 2011 befindet sich das Gebäude in der Vorauswahl für eine Denkmalliste der Stadt Maputo. In der portugiesischen Denkmaldatenbank Sistema de Informação para o Património Arquitectónico, die auch Werke ehemaliger portugiesischer Kolonien umfasst, ist es unter der Nummer 19885 gelistet.